# 孙亦航
孫亦航（2001年10月21日—），本名黄宇航，出生於中國重慶市，中國男歌手、舞者及演員，所屬經紀公司為原際畫傳媒，現以男子音樂組合易安音樂社成員。前以男子組合IXFORM成員。前為TF家族成員。
曾為TF家族練習生，而後退出。2017年3月30日以易安音樂社成员的身份出道，曾為IXFORM成員。於2021年2月17日參加爱奇艺偶像男團競演養成類真人秀節目《青春有你3》，2021年7月25日以IXFORM成员出道并于2022年11月8日正式解散。

## 经历

### 早年經歷
TF家族練習生时期
2015年7月18日，黄宇航在法定代理人的陪同下，与时代峰峻签订了演艺经纪合同，成为了时代峰峻旗下的练习生和专属艺人。
2016年6月19日，黄宇航与时代峰峻又签署了经纪合同补充协议。之后，黄作为TF家族练习生，参加了《TF少年GO》第2、3季、《星期五练习生》第1-4季、《和喵星人相遇的21天》等短片拍摄，参加了《粉丝嘉年华》、《TF家族·圣诞奇幻夜》等演出活动。

#### 经纪合同纠纷
2016年12月26日，黄宇航法定代理人向时代峰峻寄送律师函，要求不再履行已经签订的合同及协议。
2017年1月22日，时代峰峻回复律师函称，要求黄宇航继续履行相关经纪合同。
2017年1月1日，黄宇航向原际画出具授权书，授权原际画使用其姓名、形象、声音、表演等。3月22日，时代峰峻向重庆市仲裁委员会提起仲裁申请，请求裁决黄宇航继续履行经纪合同。3月29日，时代峰峻委托北京大悦律师事务所发出告知函，称严浩翔和黄宇航与其签订了经纪合同，且处于合法有效状态，任何人或单位不能与二人就演艺事物进行任何形式的合作。6月1日，重庆市仲裁委员会出具(2017)渝仲字第478号裁决书，裁决黄宇航应继续履行与时代峰峻的经纪合同。
2017年6月16日，黄宇航一方向重庆市仲裁委员会提起仲裁申请，请求裁决解除与该公司签订的相关经纪合同。7月4日，时代峰峻发布声明，除了提及告知函的内容，还表示愿意与黄、严二人协商解决纠纷。7月12日，黄宇航向时代峰峻寄送了解除《合同通知书》，称在时代峰峻收到通知书时解除与时代峰峻的《经纪合同》和《培训签约及补充协议》。
2018年3月28日，重庆市仲裁委员会出具(2017)渝仲字第1162号裁决书，裁决合同于2018年3月28日解除，以及黄宇航向时代峰峻支付培训费及违约金共计165万余元。

### 易安音乐社时期
2017年，加入上海原際畫文化傳媒有限公司打造的跨次元男子團體易安音樂社一期生。3月30日原際畫召開發布會以藝名「孙亦航」正式出道。2019年10月17日，发布首支个人单曲《路》。2020年10月17日，參加「少年拾光·秋日季」演唱會，正式從易安中學畢業。2021年1月，主演的网剧少年如歌上线。2月1日，发布第二首个人单曲《远航》。

### 《青春有你 (第三季)》时期
2021年2月18日，參加愛奇藝偶像男團競演養成類真人秀節目《青春有你3》。2021年5月9日，爱奇艺于微博宣布正式终止节目录制，取消决赛。
- 進入出道組排名為粗體字。

| 期数     | 排名  | 升降   | 票數 （助力值）  | 評級  | 備註 |
| 第二期   | 第5名 | 不適用 | 未有公佈助力值   | B → A |      |
| 第四期   | 第7名 | ▼ 2    | 未有公佈助力值   | B → A |      |
| 第六期   | 第7名 | ▬      | 未有公佈助力值   | B → A |      |
| 第十期   | 第7名 | ▬      | 8,477,428助力值  | B → A |      |
| 第十二期 | 第5名 | ▲ 2    | 未有公佈助力值   | B → A |      |
| 第十六期 | 第3名 | ▲ 2    | 13,112,284助力值 | B → A |      |

### IXFORM时期
2021年7月25日，IXFORM于《成都超乐音乐节》正式官宣出道。11月5日，发行首张EP《将至》。2022年7月29日，发行第二张EP专辑《界》。11月7日，发行解散告别单曲《With You》，并于11月8日正式解散。

### 个人活动时期
2022年11月9日，个人工作室成立，11月10日，发行单曲《Lost·消失的黑白世界》，11月14日，发行EP《1/2謎團》。2023年4月30日，发行EP《紫色效應》，10月8日，发行单曲《海底的我》，10月31日，发行单曲《再重来》，11月30日，发行单曲《Go Crazy》并上线了首张个人专辑《奇点幻境》。

## 音樂作品

### 专辑

#### 奇点幻境（The First Fantasy）
- 发行日期：2023/11/30

| # | 發行日期   | 歌曲名稱                | 備註           |
| 1 | 2022/11/10 | 《Lost·消失的黑白世界》 |                |
| 2 | 2022/11/14 | 《反向执迷》            | EP《1/2謎團》  |
| 3 | 2022/11/14 | 《Lullaby》             | EP《1/2謎團》  |
| 4 | 2023/04/30 | 《不用猜》              | EP《紫色效應》 |
| 5 | 2023/04/30 | 《这首关于你的歌》      | EP《紫色效應》 |
| 6 | 2023/10/08 | 《海底的我》            |                |
| 7 | 2023/10/31 | 《再重来》              |                |
| 8 | 2023/11/30 | 《Go Crazy》            |                |

#### 致命眩晕
- 发行日期：2024/12/15

| # | 發行日期   | 歌曲名稱          | 備註                                          |
| 1 | 2024/05/21 | 《Last Day》      |                                               |
| 2 | 2024/05/13 | 《夏一次再见》    | 《今日起，随机冒险》新势力计划·毕业季企划合集 |
| 3 | 2024/08/09 | 《不要离开我》    |                                               |
| 4 | 2024/06/18 | 《Really love u》 |                                               |
| 5 | 2024/07/03 | 《Wrong Time》    |                                               |
| 6 | 2024/07/14 | 《寿司栅栏》      |                                               |
| 7 | 2024/05/28 | 《不用怀念》      |                                               |
| 8 | 2024/12/15 | 《美梦成真》      |                                               |

### 单曲
| 發行日期   | 歌曲名稱             | 備註                        |
| 2019/10/17 | 《路》               |                             |
| 2021/02/01 | 《遠航》             |                             |
| 2023/08/18 | 《天空调色板》       | 《夏日少年气2.0》第三首单曲 |
| 2023/12/07 | 《回忆·单人券》      |                             |
| 2023/12/14 | 《须尽欢（说唱版）》 |                             |
| 2023/12/22 | 《老街的钟》         |                             |
| 2024/04/30 | 《阴天女孩》         |                             |
| 2024/11/21 | 《暮色降临时》       |                             |

### 合作單曲
| 發行日期       | 歌曲名稱     | 備註                                          |
| 2019年5月30日  | 《Run Away》 | 与林墨合作演唱                                |
| 2019年8月27日  | 《十八more》 | 与林墨合作演唱 網絡劇《金斬，有何貴乾》主題曲 |
| 2020年12月30日 | 《双星记》   | 与林墨合作演唱                                |

### 《青春有你 (第三季)》表演曲目
| 發行日期      | 歌曲資料 | 備註         |
| 2021年2月18日 | 《Alive》 - 歌曲說明：初評舞台 - 原唱者：林墨、余沐陽、莫文軒 - 合作演唱者：楊陽洋                                                                                       | 第一期（上） |
| 2021年3月4日  | 《陽光彩虹小白馬》 - 歌曲說明：位置測評歌曲 - 原唱者：大張偉 - 合作演唱者：劉冠佑、連淮偉、草魚、陳鼎鼎、十七君、段星星、白丁、黃鑒曦                                    | 第五期（中） |
| 2021年3月9日  | 《We Rock》 - 歌曲說明：節目官方主題曲 - 原唱者：原創歌曲 - 合作演唱者：全體訓練生                                                                                       |              |
| 2021年3月13日 | 《別認慫》 - 歌曲說明：我想舞台考核曲目 - 原唱者： 蕭敬騰、潘瑋柏、劉憲華、毛衍七 - 合作演唱者：劉欣、包涵、楊競德、楊陽洋、方政、艾力扎提、鄧澤鳴、張帥博、徐新馳、時安 | 第八期（上） |

## 演出

### Sunspace Effect空间效应
| 日期           | 城市 | 场馆              | 备注 |
| -------------- | ---- | ----------------- | ---- |
| 2022年12月18日 | 成都 | 大麦66 Live House | 取消 |

### 奇点幻境
| 日期           | 城市 | 场馆                | 备注         |
| -------------- | ---- | ------------------- | ------------ |
| 2023年5月1日   | 南京 | 1701 Live House Max | 嘉宾：唐九洲 |
| 2023年6月10日  | 天津 | 大麦66 Live House   | 嘉宾：连淮伟 |
| 2023年7月8日   | 广州 | 大空间 Live House   | 嘉宾：廖效浓 |
| 2023年8月5日   | 长沙 | 易度时光 Live House | 嘉宾：张思源 |
| 2023年10月22日 | 南京 | 稻香 Live House     |              |

### 悬崖跳海
| 日期          | 城市 | 场馆                           | 备注               |
| ------------- | ---- | ------------------------------ | ------------------ |
| 2024年6月1日  | 杭州 | 大麦66 Live House              | 嘉宾：赵让         |
| 2024年7月13日 | 广州 | 久米空间 Live House            |                    |
| 2024年8月17日 | 天津 | SoulSense Live House           | 嘉宾：李俊濠       |
| 2024年8月24日 | 北京 | 魅现场                         | 取消               |
| 2024年9月22日 | 上海 | 万代南梦宫上海文化中心梦想剧场 | 嘉宾：连淮伟，取消 |

### 潮汐之眼
| 日期           | 城市 | 场馆           | 备注 |
| -------------- | ---- | -------------- | ---- |
| 2024年12月28日 | 北京 | 1919 Livehouse |      |

### 音乐节
| 日期     | 演出名                    | 举办地点                     | 备注   |
| 2023年   | 2023年                    | 2023年                       | 2023年 |
| -------- | ------------------------- | ---------------------------- | ------ |
| 3月25日  | 婺女洲星云青燥音乐节      | 婺源婺女洲度假区             |        |
| 4月2日   | 星动音乐节                | 合肥三国新城遗址公园         |        |
| 6月22日  | 安吉大麓青年音乐节        | 安吉石壁山豁然开朗营地       |        |
| 8月26日  | 海潮宇宙音乐节            | 青岛国信体育场               |        |
| 9月23日  | 热NOW音乐节               | 宿迁三台山国家森林公园       |        |
| 9月29日  | Z纪元山湖音乐节           | 贵阳观山湖公园民族大联欢广场 |        |
| 10月21日 | 2023FANTOWN成都翻糖音乐节 | 成都露天音乐公园             |        |
| 12月10日 | 百度贴吧20周年庆典        | 北京751艺术园区              |        |
| 12月16日 | 第七届流行金曲嘉年华      | 佛山岭南明珠体育馆广场       |        |
| 12月17日 | W-POP音乐节               | 南宁五象综合保税区综合用地   |        |
| 2024年   |                           |                              |        |
| 4月21日  | 无锡太湖九龙湾音乐节      | 无锡胡埭花星球               |        |
| 5月9日   | 无忧之夜2024              | 杭州奥体中心体育馆           |        |
| 7月19日  | 夏日时光音乐盛典          | 大同体育中心体育场           |        |
| 10月19日 | 不止奇迹！音乐节          | 太原潇河国际会展中心         |        |
| 11月2日  | 跳乐星球音乐节            | 佛山千灯湖音乐秀场           |        |
| 11月9日  | 东海半边山望潮音乐季      | 宁波东海半边山花海运动场     |        |
| 12月31日 | 潮拜2025微风派对          | 深圳大梅沙海滨公园           |        |

## 影視作品

### 電視劇／網路劇
| 首播日期     | 頻道   | 劇名         | 角色   | 性質 | 備註 |
| 2021年1月7日 | 愛奇藝 | 《少年如歌》 | 孫亦航 | 主演 |      |

### 綜藝節目
| 播出日期                    | 頻道               | 節目名稱                 | 備註                      |
| 2015年12月18日              | 騰訊視頻           | 《星期五練習生》         | TF家族練習生時期          |
| 2018年4月21日               | 騰訊視頻           | 《狼人殺Triple Kill》    | 易安音樂社成員時期        |
| 2018年7月17日               | 中國中央電視台     | 《開門大吉》             |                           |
| 2018年11月26日              | QQ音樂             | 《見面吧電台》           |                           |
| 2019年                      | 嗶哩嗶哩           | 《這個夏天的1%到100%》   | 易安音樂社團綜            |
| 2019年5月31日               | 中國中央電視台     | 《天天把歌唱》           |                           |
| 2021年2月18日－2021年5月1日 | 愛奇藝             | 《青春有你 (第三季)》    | 參賽者                    |
| 2021年12月23日- 12月30日    | 愛奇藝             | 《我的小尾巴2》          | 飛行                      |
| 2022年1月30日               | 四川卫视、重庆卫视 | 《2022川渝春节联欢晚会》 | 表演：不屈的信仰          |
| 2022年7月11日 - 8月20日     | 騰訊視頻           | 《閃亮的日子》           |                           |
| 2022年9月28日               | 哔哩哔哩           | 《哔哩哔哩向前冲》       |                           |
| 2022年11月28日              | 百视TV             | 《最好的舞台》           | 表演：路                  |
| 2023年1月2日 - 1月4日       | 騰訊視頻           | 《閃亮的日子》           |                           |
| 2023年1月20日               | 四川卫视、重庆卫视 | 《2023川渝春节联欢晚会》 | 表演：欢乐幸福年          |
| 2023年4月27日               | 浙江卫视           | 《天赐非凡青春歌会》     |                           |
| 2023年10月5日 - 11月23日    | 优酷               | 《力争上游旱鸭子季》     |                           |
| 2023年9月29日 - 10月15日    | 优酷               | 《朝阳打歌中心》         | 表演：Lullaby             |
| 2024年1月27日               | CCTV15             | 《我要上春晚》           | 表演：Go Crazy            |
| 2024年3月9日                | CCTV15             | 《全球中文音乐榜上榜》   | 表演：Lost·消失的黑白世界 |
| 2024年3月9日                | CCTV15             | 《童声唱》               | 表演：上春山              |
| 2024年7月13日               | 山东卫视、芒果TV   | 《行进中国大运河篇》     |                           |
| 2024年11月3日               |                    | 《一万元舞台》           |                           |
| 2025年1月27日               | 四川卫视、重庆卫视 | 《2025川渝春节联欢晚会》 | 表演：小团圆              |
| 2025年2月12日               | 腾讯视频           | 《一万元舞台》           | 表演：不用怀念            |
| 2025年2月27日 -             |                    | 《百分百歌手对战季》     |                           |

### 舞台劇
| 演出日期              | 演出地區 | 劇名               | 角色       | 性質 | 備註 |
| 2022年8月19日-8月21日 | 北京     | 《魔域．亞特之光》 | 哈爾．瓊斯 | 主角 |      |